# Jeison Rentería
Jeison Rentería Largacha (Medellín, Colombia; 18 de julio de 1989) es un futbolista colombiano. Actualmente juega para el Atlético Huila, donde ha marcado 2 goles en la liga postobón II (201gran capacidad de definición, lo que lo ha convertido en 20 goles hizo una de las figuras de su actual club.

## Clubes
| Club                   | País     | Año           |
| ---------------------- | -------- | ------------- |
| Independiente Medellín | Colombia | 2009-2012     |
| Atlético Huila         | Colombia | 2012-presente |